# Orquesta Sinfónica de RTVE
La Orquesta Sinfónica de RTVE (Orquesta Sinfónica de Radio Televisión Española) es una orquesta sinfónica española perteneciente a la Corporación de Radio y Televisión Española. Desde octubre de 1988 ofrece su temporada regular de conciertos (la cual es grabada y retransmitida en su integridad por Radio Clásica y La 2) en el Teatro Monumental de Madrid.
Desde la temporada 2023/2024 su director titular es Christoph König.

## Historia
La Orquesta Sinfónica de RTVE fue constituida en febrero de 1965, con la misión de servir tanto a la Radio y Televisión nacionales como a los Festivales de España. Con una edad media entre sus integrantes de veintiocho años, su primera actividad consistió en ensayar dos obras del Romanticismo: Los preludios de Liszt (bajo la dirección del veterano maestro José María Franco Bordons) y la Sinfonía n.º 4 de Schumann (bajo la batuta del entonces director del Real Conservatorio Superior de Música de Madrid, el compositor Cristóbal Halffter).
El 27 de mayo de 1965 nace como una de las orquestas más jóvenes de la radio y televisión europeas. Se presentó oficialmente en el Teatro de la Zarzuela de Madrid junto a su director fundador, Igor Markevitch, con un programa que incluía obras de Prokófiev, Wagner, Falla y Beethoven. El 8 de junio tuvo lugar la presentación oficial en Barcelona en el Liceo de Barcelona con obras Rossini, Wagner, Falla y Brahms.
En 2015 celebró su 50.º aniversario con un concierto gala con algunas de las piezas del concierto inaugural y otras del repertorio clásico español. Asimismo cuenta con un conjunto coral, el Coro de RTVE.

## Sede
Su sede oficial es el Teatro Monumental de Madrid. La Orquesta Sinfónica y Coro de RTVE regresó el día 4 de enero de 2018 a esta sede tras varios meses de reforma y adecuación acústica y arquitectónica de las instalaciones, lo que supuso una mejora considerable de la calidad del remodelado coliseo. Abrió de nuevo sus puertas para el concierto extraordinario de Reyes, dedicado a los abonados de la OCRTVE, dirigido por Pablo González.

## Directores

### Directores musicales
- Ígor Markévich (1965)
- Antoni Ros-Marbà (1965–1966)
- Enrique García Asensio (1966–1984)
- Odón Alonso (1968–1984)
- Miguel Ángel Gómez Martínez (1984–1987)
- Arpad Joó (1988–1990)
- Sergiu Comissiona (1990–1998)
- Enrique García Asensio (1998–2001)
- Adrian Leaper (2001–2011)
- Carlos Kalmar (2011-2016)
- Miguel Ángel Gómez Martínez (2016-2019)
- Pablo González (2019-2023)
- Christoph König (2023-presente)

### Principales directores invitados
- Miguel Ángel Gómez Martínez
- Antoni Ros-Marbà (1988–1991)
- David Shallon (1997–¿1998?)